# ガーション・キングスレイ
ガーション・キングスレイ（Gershon Kingsley、1922年10月28日 - 2019年12月10日）は、アメリカの作曲家。ドイツ生まれ。本名、Götz Gustav Ksinski（ゲッツ・グスタフ・クシンスキ）。

## 略歴
1922年、ボーフムでユダヤ系ドイツ人の家庭に生まれる。1938年、ナチスの迫害を逃れてパレスチナに移住した。1946年にアメリカ合衆国に移住、アメリカ移住当初、ニューヨークのジュリアード音楽院に入学しようとしたが、高校を卒業していなかったため入学を認められなかった。そこでロサンゼルスで夜間の高校を卒業した後、ロサンゼルス音楽学校（Los Angeles Conservatory of Music、現：カリフォルニア芸術大学）で音楽を学ぶ。
1955年にニューヨークに戻り、1958年にトニー賞にノミネートされたことで彼の名前は広く知られるようになった。ジャズバンドで活動した後、電子音楽の先駆者の一人となる。シンセサイザーを使用した1969年の楽曲「ポップコーン」の作者でもある。
また、ディズニーランドの「エレクトリカルパレード」に使用された楽曲「バロック・ホウダウン」（"Baroque Hoedown"）は、もともとはキングスレイとジャン=ジャック・ペリーによるユニット「ペリー&キングスレイ」（Perry & Kingsley）の作品である。
2019年12月10日、ニューヨークの自宅で死去。97歳没。

## ディスコグラフィ
- The In Sound from Way Out!（1966年）
- Kaleidoscopic Vibrations: Spotlight on the Moog（1967年）
- Music To Moog By（1969年）
- First Moog Quartet（1970年）
- Switched-On Gershwin（1970年）
- The Essential Perrey and Kingsley（1991年）
- Voices from the Shadow（2005年）
- God Is a Moog（2006年）
- Vanguard Visionaries: Perrey and Kingsley（2007年）
- Silent Night, Bloody Night（2009年） - 映画『聖し血の夜』（1972年）オリジナル・サウンドトラック盤

## 参照
1. 1 2 3 4 5  Eder, Bruce. Gershon Kingsley | Biography & History - オールミュージック. 2021年5月25日閲覧。
2. ↑  gershonkingsley.com biography
3. ↑  “1959 Tony Award Winners”.   BroadwayWorld.com. 2014年6月10日閲覧。
4. ↑  allabout テクノポップの起源
5. ↑  音楽しらべ隊 : いろいろな音楽：バロック ホーダウン
6. ↑  “米作曲家のガーション・キングズレーさん死去 97歳”. 朝日新聞. (2019年12月16日) 2019年12月16日閲覧。